# Krister Nordin

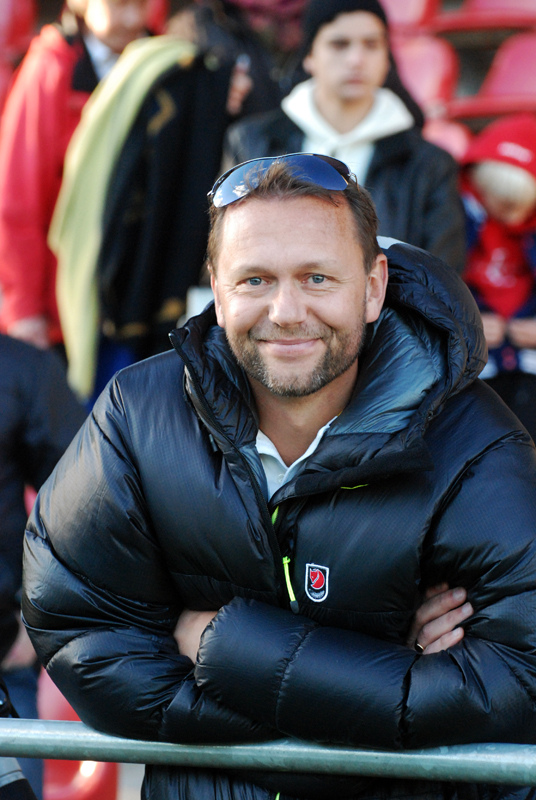
Krister Nordin, Oktober 2012

Hans Krister „Krille“ Nordin (* 25. Februar 1968 in Stockholm) ist ein ehemaliger schwedischer Fußballspieler. Der Mittelfeldspieler bestritt während seiner Laufbahn insgesamt 306 Spiele in den regulären Erstligaspielzeiten und 17 Meisterschaftsendrundenspiele in Schweden.

## Werdegang
Nordin wuchs in Bergshamra auf und begann 1973 beim örtlichen Klub  IFK Bergshamra mit dem Fußballspielen. 1980 wechselte er in die Jugend von Råsunda IS. Hier blieb er allerdings nur zwei Jahre, um in die Jugendabteilung des seinerzeitigen Zweitligisten Djurgårdens IF zu wechseln. Dort debütierte er als 16-Jähriger in der ersten Mannschaft und konnte sich nach dem Abstieg des Klubs in der Spielzeit 1986 in der folgenden Zweitligasaison einen Stammplatz erkämpfen. Nach dem direkten Wiederaufstieg gehörte er zu den Stützen der Mannschaft, die sich im vorderen Mittelfeld der Allsvenskan etablieren konnte. 1990 holte er mit dem Klub seinen ersten Titel, als die Mannschaft das Finale des Svenska Cupen mit einem 3:0-Sieg über den Göteborger Klub BK Häcken für sich entscheiden konnte.
Vor der Spielzeit 1992 wechselte Nordin, nachdem er selbst den Kontakt gesucht hatte, zum vom späteren schwedischen Nationaltrainer Tommy Söderberg trainierten Lokalrivalen AIK. Auch hier konnte er sich als Stammkraft etablieren und trug vor allem mit sechs Toren in zehn Spielen in der Meisterschaftsendrunde zum ersten Gewinn des Meistertitels des Klubs nach 55 Jahren Pause bei. Allerdings konnte in den folgenden Jahren nicht an den Erfolg angeknüpft werden und der Klub platzierte sich nur noch im Mittelfeld der schwedischen Eliteserie. 
Im Januar 1996, vor Beginn der Spielzeit, übernahm Erik Hamrén das Traineramt und führte den Klub zu einem erneuten Titelgewinn, als durch ein Tor von Pascal Simpson in der Verlängerung das Pokalfinale am 23. Mai des Jahres gegen Malmö FF mit 1:0 zu Gunsten von AIK entschieden wurde. Als Folge trat der Klub im Europapokal der Pokalsieger 1996/97 an und erreichte das Viertelfinale gegen den FC Barcelona. Das Hinspiel endete mit einer 1:3-Niederlage, Nordin wurde jedoch kurz vor Schluss mit Gelb-Rot des Feldes verwiesen und konnte somit beim 1:1-Unentschieden im Rückspiel nicht mitwirken. 1997 wurde das Pokalfinale erneut erreicht, im Ryavallen in Borås gelang durch einen 2:1-Sieg über IF Elfsborg die erfolgreiche Titelverteidigung.
Trotz der beiden Pokalsiege übernahm der spätere finnische Nationaltrainer Stuart Baxter vor Beginn der Spielzeit 1998 das Amt von Hamrén. Auch unter dem neuen Trainer gehörte Nordin zum Stamm der Mannschaft und kam beim zweiten Gewinn der Meisterschaft in seiner Laufbahn in 24 der 26 Saisonspiel zum Einsatz. Zusammen mit Johan Mjällby steuerte er das Spiel im Mittelfeld und trat selbst vor allem als gefährlicher Freistoßschütze in Erscheinung. In der folgenden Spielzeit gewann der Mannschaftskapitän zum dritten Mal mit AIK den Svenska Cupen und lief mit seinem Klub in der Champions League auf, wo die Mannschaft in der Gruppenphase scheiterte. Nach Ende der Spielzeit erhielt er eine weitere Auszeichnung, dieses Mal jedoch persönlich: Er wurde als Årets mittfältare i svensk fotboll, d. h. als Mittelfeldspieler des Jahres ausgezeichnet. Zudem verließ er nach der Spielzeit Schweden, um in Dänemark anzuheuern.
Der spätere norwegische Nationaltrainer Åge Hareide, vormals Trainer bei Helsingborgs IF in Schweden, lotste ihn zu Brøndby IF in die dänische Superliga. Am Ende seiner ersten Halbserie bei seinem neuen Arbeitgeber erreichte Nordin mit der Mannschaft die Vizemeisterschaft hinter Herfølge BK. Nach einer zweiten Vizemeisterschaft 2001 gewann er 2002 mit dem Klub den dänischen Meistertitel und galt auch hier als einer der besten der Liga. 
Im Sommer 2002 kehrte Nordin nach zweieinhalb Jahren mit seiner Familie nach Schweden zurück und heuerte erneut bei AIK an. Wiederum etablierte er sich auf Anhieb in der Stammelf und konnte sich bei seinem Comeback bei der Auswärtsniederlage bei Helsingborgs IF im Olympia direkt in die Torschützenliste eintragen und das Tor für seinen Klub erzielen. Nach einem Jahr als Stammspieler unter Richard Money kam er unter dessen Nachfolger Patrick Englund in der Spielzeit 2004 nur noch sporadisch zum Einsatz. Nach dem Abstieg beendete er seine Profilaufbahn und ließ beim Amateurklub Ekerö IK seine Karriere ausklingen.
Hauptberuflich war Nordin zunächst bei Cloetta als Verkäufer angestellt, ehe er sich 1993 mit einem Sportgeschäft in Ekerö selbständig machte. Seit seinem Wechsel nach Dänemark 1999 Fußballprofi, machte er sich nach seinem Karriereende als Berater erneut selbständig und trat zudem als Fußballexperte im Fernsehen auf.

## Erfolge

### Auszeichnungen
- Mittelfeldspieler des Jahres in Schweden: 1999

### Titel
- Schwedischer Meister: 1992, 1998
- Schwedischer Pokalsieger: 1990,  1996, 1997, 1999
- Dänischer Meister: 2002